# Ordine delle Palme accademiche
L'ordine delle Palme accademiche è un'onorificenza francese.

## Storia
L'ordine onora gli accademici ed educatori. L'ordine venne istituito originariamente da Napoleone Bonaparte per onorare eminenti professori dell'Università di Parigi. Venne poi istituito di nuovo il 4 ottobre 1955 dal presidente René Coty ed è uno dei più antichi ordini civili al mondo.
Originariamente, le palmes académiques erano conferite soltanto a insegnanti e professori, ma nel 1866 la concessione dell'onorificenza venne estesa a professori che avessero contribuito allo sviluppo della cultura nazionale francese, a prescindere dalla loro nazionalità. L'onorificenza venne poi estesa anche a coloro i quali avessero contribuito con la loro opera alla diffusione della cultura francese in tutto il mondo.
L'ordine viene concesso su iniziativa del Ministero dell'educazione nazionale. Per i professori delle scuole statali viene concesso il 1º gennaio, mentre per tutti gli altri il 14 luglio, ricorrenza della presa della Bastiglia e festa nazionale francese.

## Classi
L'ordine dispone delle seguenti classi di benemerenza:
- Commendatore
- Ufficiale
- Cavaliere

| Nastri    |           |              |
|           |           |              |
| Cavaliere | Ufficiale | Commendatore |

## Insegne
- Il nastro è completamente viola.

## Insigniti famosi
- Dyane Adam
- Madeleine Brès
- Donald Adamson
- Monique Adolphe
- Philip Werner Amram
- Cahit Arf
- Pierre Arpaillange
- Gerardo Bellantone, ex console generale d'Italia a Metz
- Guy Bennett
- Remo Bodei Filosofo
- Carol Ann Bogash
- Giovanni Battista Bonino
- Henri Brocard
- Colette Caillat
- Jean-Claude Casadesus
- Giuseppe Castelli
- Avrelija Cencič
- Herrick Chapman
- Patrick Cousot
- Michael Crawford
- Pierre B. Daprini
- Desa Dawson
- Laurent Degos
- Louis Dewis
- John Dunmore
- Edward Duyker
- Pierre Étienne Louis Eyt, Arcivescovo di Bordeaux e cardinale
- Paolo Fabbri
- Toby Garfitt
- Maria Teresa Giaveri
- Claire Gibault
- Giorgetto Giorgi
- Charles Gonthier
- Giulia Guglielmini
- Sir Norman Hartnell
- Efraín Huerta
- James F. Jones
- Helena Kennedy, Baroness Kennedy of The Shaws
- Paul Lancrenon
- Harlan Lane
- Sotero Laurel
- Georges Lapassade
- Patrick Louis
- John A. Lynn
- Antonio Lotierzo(Napoli, dal 2014, scrittore, saggista)
- Thomas Matthew, Grenada
- Giselle Gault McGee
- Jeffrey Mehlman
- Jean-Victor Mirvil
- Subrata K. Mitra
- Guido Nonveiller
- Nuccio Ordine
- Roger Pearson
- Marguerite Catherine Perey
- Gilles Pigeon
- Itamar Rabinovich
- Alan Raitt
- Pierre Louis Rouillard
- Mamadou Moustapha Sall
- Marie-Francoise Sapin-Crouch
- Emese Soos, Romance Languages Department, Tufts University
- Maria Luisa Spaziani
- Suor Agnese (Pasqua Santoro)
- Robin Sundick
- Roger Taillibert
- Josiane Tomko
- Pavich Tongroach, Secretary General of Higher Education, Thailand
- Giancarlo Trentini, President of the Italian Permanent Committee of the Maison de l'Italie at the Cité Internationale Universitaire de Paris
- Maria Concetta Tripoli
- Shimon Waronker
- Thaddeus Weclew
- Myriam Wylie
- Marie-Pier Ysser
- Philippe Zawieja
- Huguette Delavault